# خمینی‌آباد
خمینی آباد روستایی در دهستان بندان بخش مرکزی شهرستان نهبندان استان خراسان جنوبی ایران است. بر پایه سرشماری عمومی نفوس و مسکن در سال ۱۳۹۰ جمعیت این روستا ۴۳ نفر (در ۱۲ خانوار) بوده‌است.